# دروازه منحنی

## موقعیت جغرافیایی
دروازه منحنی در شهر آلانیا ترکیه قرار دارد.

## ویژگی‌ها
بر طبق سرلوحه‌ها ی کشف شده دروازهٔ منحنی در سال ۱۲۲۷ ساخته شد.
این دروازه تفاوت زیادی با دروازه‌های دیگر دارد.
چشم انداز این محل بسیار تماشایی است.
شما می‌توانید مرکز شهر و دریای آبی سیر آلانیا را از ارتفاع ۱۵۰-۱۶۰ متری ببینید.
کوه‌های توروس نیز از این مکان بسیار شگفت انگیز است.
در یکی از برج‌ها پرچم کشور ترکیه قرار دارد.
از این دروازه ببینید که دیوارهای قلعه از آجرهای بزرگ ساخته شده‌است و از بقبه بلند تر هستند.
شما می‌توانید سازه‌های حفاظتی مخصوص این برج را در دوره‌های مختلف ببینید: ویژگی یونانی آجرهای بزرگ در اواخر دورهٔ بیزانس و معماری سلجوقی و عثمانی.
این دروازه برای مردم آلانیا خاص است. در ماه رمضان و زمانی که الکتریسیته وجود نداشت از این دروازه زمان افطار را با شلیک توپ اعلام می‌کردند و مردم برای تماشای آن به آین مکان می‌آمدند.
صدای شلیک توپ از کوه‌های توروس منعکس می‌شد و تمام روستاهای اطراف صدای آن را می‌شنیدند. اگرچه امروزه به دلیل وجود الکتریسیته و ساعت به این کار نیاز نیست اما این سنت محفوظ مانده‌است و توپ حتی در این زمان نیز شلیک می‌شود.
سه دروازهٔ دیگر وجود دارد که به صورت محرمانه است و برای مقاصد نظامی استفاده می‌شده‌است. مهم‌ترین آن‌ها نزدیک فانوس دریایی آلانیا وجود دارد.
این دروازه اکنون استفاده نمی‌شود و بسته نگه داشته شده‌است.